# Nash 890
Der Nash 890 (sprich: Eight-Ninety) war eine Baureihe von Achtzylinder-PKWs der Nash Motors Company in Kenosha. Sie ersetzte den Twin Ignition Eight und wurde nur im Modelljahr 1931 gefertigt. Im Folgejahr wurde die Baureihe in Nash 990 (sprich: Nine-Ninety) umbenannt.
Wie sein Vorgänger hatte der 890 Fahrgestelle mit 3.150 mm oder 3.378 mm Radstand. Auch der obengesteuerte Achtzylinder-Reihenmotor mit 4.893 cm³ Hubraum (Bohrung × Hub = 82,6 mm × 114,3 mm) wurde übernommen. Er leistete allerdings 115 bhp (85 kW) bei 3.600/min. Die Antriebs- und Bremsenkomponenten (Einscheiben-Trockenkupplung, 3-Gang-Getriebe mit Mittelschaltung, Hinterradantrieb, mechanische Bremsen an allen vier Rädern) stammten ebenfalls vom Vorjahresmodell. Es gab verschiedenste offene und geschlossene Aufbauten mit 2 bis 7 Sitzplätzen.
Das 1932er-Modell wurde am 1. Juni 1931 eingeführt, hatte gegenüber dem Vorgänger wenig Änderungen zu bieten und nannte sich 990. Der Kühlergrill bekam eine leichte V-Form und die Hauptscheinwerfer eine länglichere (Raketen-)Form. Anstatt der zwei übereinander liegenden vorderen Stoßfängerteile gab es einen einteiligen Stoßfänger.
Bereits am 1. März 1932 ersetzten der Advanced Eight und der Ambassador Eight Modell 1090 diese Modellreihe.